# Relações entre Espanha e Reino Unido
As relações entre Espanha e Reino Unido são as relações diplomáticas estabelecidas entre o Reino de Espanha e o Reino Unido da Grã-Bretanha e Irlanda do Norte. Ambos são vizinhos, com uma extensão de 1,2 km na fronteira entre os dois países, especificamente o teritório britânico ultramarino de Gibraltar.